# Lumarzo
Lumarzo är en ort och kommun i  storstadsregionen Genua, innan 2015 provinsen Genova, i regionen Ligurien i Italien. Kommunen hade 1 517 invånare (2018).